# Ajuda internacional aos combatentes na Guerra Irã–Iraque
A ajuda internacional aos combatentes na Guerra Irã-Iraque foi significativa para ambos os países combatentes: tanto o Irã como o Iraque receberam grandes quantidades de armas e outros materiais úteis para o desenvolvimento de armamentos e armas de destruição em massa.

## Irã
Os apoiantes estrangeiros do Irã gradualmente passaram a incluir a Síria e a Líbia, através do qual obteve mísseis Scud. Comprou armas da Coreia do Norte e da República Popular da China, principalmente os mísseis anti-navios Silkworm. Também recebeu uma ajuda muito limitada dos Estados Unidos.

### Envolvimento dos Estados Unidos
Durante os primeiros anos da guerra, o arsenal iraniano foi quase inteiramente de fabricação estado-unidense, o que sobraram das Forças Armadas Imperiais do destronado xá.

#### Caso Irã-Contras
O Irã havia adquirido armas e peças para os seus sistemas através de transições secretas de armas a partir da administração de Ronald Reagan, primeiro indiretamente de Israel e depois diretamente. Em troca, se esperava que o Irã persuadisse vários grupos radicais para liberar reféns ocidentais, embora isto não desse resultado algum. Os rendimentos das vendas foram desviados para a Nicarágua, em que se tornou o Caso Irã-Contras.

#### Inteligência
Antes da revolução de 1979, os Estados Unidos haviam fornecido um serviço de inteligência para o Irã. Em meados de outubro de 1979, a pedido do Departamento de Estado dos Estados Unidos, um agente da CIA foi a Teerã e advertiu ao governo em meados de outubro de 1979, o plano de invasão do Iraque. A cooperação dos EUA nesta área cessou quando a embaixada estado-unidense foi apreendida.

#### Imagens de satélite
A venda de imagens pela agência United Press International foi citada por um ex-funcionário da organização dos EUA:
| “ | Um ex-funcionário disse que ele mesmo havia assinado um documento em que compartilhava imagens de satélite da inteligência estado-unidense sobre o Iraque, na tentativa do Irã realizar um impasse militar. Quando eu assinei, pensei que havia perdido o juízo. | ” |

#### Intenção Estratégica
O autor George Crile, em seu livro Jogos do Poder, descreve o envolvimento da CIA na Guerra Irã-Iraque. Em 1985, um analista da CIA, Graham Fuller, havia proposto que os EUA deveriam oferecer a venda de armas ao Irã, como um meio de bloquear a influência soviética na região. Robert Gates, então chefe da CIA, avançou a sugestão, que circulou sob a permissão do diretor da organização William Casey. Uma se(c)ção foi rejeitada pelo Secretário de Estado dos Estados Unidos, George Schultz e o secretário de defesa dos Estados Unidos Caspar Weinberger.

## Iraque
O Exército do Iraque foi principalmente equipado com armamento comprado da União Soviética e seus satélites na década anterior. Durante a guerra, comprou bilhões de dólares em equipamentos avançados da França, China, Egito, Alemanha e outros.
Os Estados Unidos venderam o equivalente a mais de 200 milhões de dólares em helicópteros, que foram utilizados pelos militares iraquianos na guerra. Estas foram as únicas vendas militares diretas entre os EUA e o Iraque. Ao mesmo tempo, a CIA começou a secretamente dirigir fontes estratégicas para as forças armadas de Saddam Hussein, "para garantir que o Iraque tenha armas militares suficientes, munições e veículos para evitar a derrota na guerra".
Alemanha, os Estados Unidos e o Reino Unido também forneceram "duplo-uso" da tecnologia que permitiu ao Iraque expandir seu programa de mísseis e radares de defesa.
De acordo com uma cópia não censurada da declaração do Iraque de 11 mil páginas à ONU, que vazou para o Die Tageszeitung e reportado pelo The Independent, o know-how e o material para o desenvolvimento de armas não convencionais foram obtidas a partir de 150 empresas estrangeiras, de países como Alemanha Ocidental, os Estados Unidos, França, Reino Unido e China.
Os principais financiadores do Iraque foram os países ricos em petróleo do Golfo Pérsico, principalmente Arábia Saudita (30,9 bilhões de dólares), Kuwait (8,2 bilhões de dólares) e os Emirados Árabes Unidos (8 bilhões de dólares).

## Tabela
| País            | Apoio para o Iraque                                                | Apoio para o Irã                                                |
| --------------- | ------------------------------------------------------------------ | --------------------------------------------------------------- |
| União Soviética | Apoio soviético para o Iraque durante a Guerra Irã–Iraque          | Apoio soviético para o Irã durante a Guerra Irã–Iraque          |
| Estados Unidos  | Apoio dos Estados Unidos para o Iraque durante a Guerra Irã–Iraque | Apoio dos Estados Unidos para o Irã durante a Guerra Irã–Iraque |
| Arábia Saudita  | Apoio saudita para o Iraque durante a Guerra Irã–Iraque            |                                                                 |
| Israel          |                                                                    | Apoio de Israel para o Irã durante a Guerra Irã–Iraque          |
| Singapura       | Apoio de Singapura para o Iraque durante a Guerra Irã–Iraque       |                                                                 |
| Itália          | Apoio da Itália para o Iraque durante a Guerra Irã–Iraque          | Apoio da Itália para o Irã durante a Guerra Irã–Iraque          |
| Reino Unido     | Apoio do Reino Unido para o Iraque durante a Guerra Irã–Iraque     | Apoio do Reino Unido para o Irã durante a Guerra Irã–Iraque     |
| França          | Apoio da França para o Iraque durante a Guerra Irã–Iraque          | Apoio da França para o Irã durante a Guerra Irã–Iraque          |
| Coreia do Norte |                                                                    | Apoio da Coreia do Norte para o Irã durante a Guerra Irã–Iraque |